# Schefflera neoebudica
Schefflera neoebudica là một loài thực vật có hoa trong Họ Cuồng cuồng. Loài này được Guillaumin miêu tả khoa học đầu tiên năm 1937.